# برادلی اسمیت
برادلی اسمیت (به انگلیسی: Bradley Smith) ( زاده ۲۸ نوامبر ۱۹۹۰ ) در بریتانیا و راننده موتو جی‌پی می‌باشد .
و هم‌اکنون برای تیم یاماها رانندگی می‌کند.